# MotoE
La MotoE, ufficialmente FIM Enel MotoE World Championship, in precedenza fino al 2022 FIM Enel MotoE World Cup, è una classe di moto da corsa elettriche che gareggiano nel Motomondiale. Dal 2019 al 2022 le moto usate in gara sono state le Ego Corsa di Energica Motor Company, mentre dal 2023 sono le V21L di Ducati.
La prima stagione della classe elettrica del Motomondiale si è disputata nel 2019, accompagnando la MotoGP in quattro appuntamenti europei, per un totale di sei gare. Quella del 2022 è stata la quarta edizione della MotoE World Cup e si è disputata su dodici gare in sei circuiti europei (Jerez, Le Mans, Mugello, Assen, Spielberg e Misano). Il primo vincitore della MotoE World Cup è stato l'italiano Matteo Ferrari con Gresini Racing, nel 2019. Le due edizioni successive (2020 e 2021) sono state vinte dallo spagnolo Jordi Torres di Pons Racing 40, quella del 2022 dallo svizzero Dominique Aegerter del team Dynavolt Intact GP, l'edizione del 2023 dall'italiano Mattia Casadei di Pons Racing 40, e l'edizione 2024 da Héctor Garzó con Dynavolt Intact GP.

## Moto

### 2019-2022

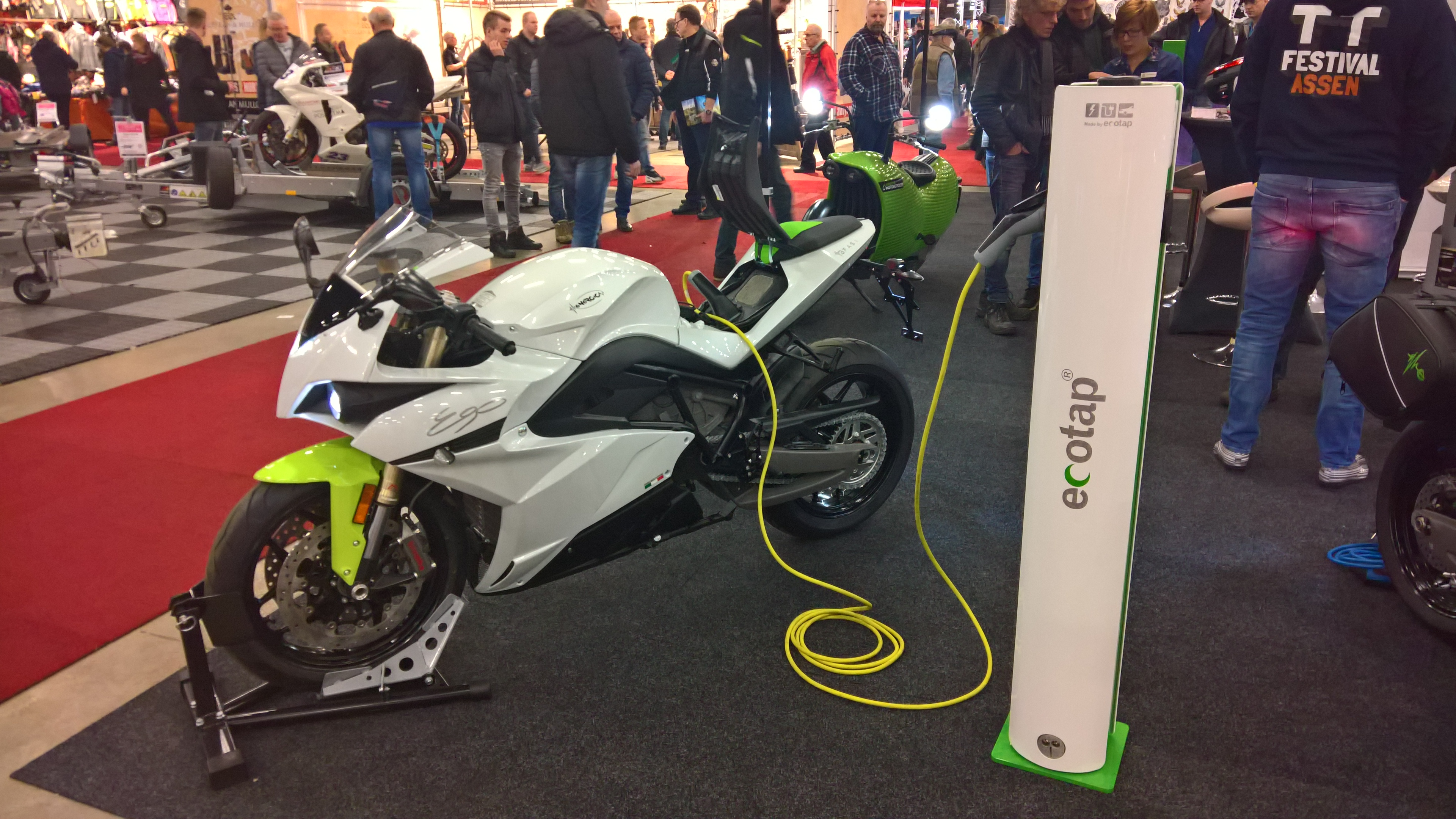
Energica Ego in configurazione stradale

Tutti i team utilizzano le moto elettriche Energica Ego Corsa durante le stagioni 2019-2022. Azienda che ha chiuso per fallimento nel 2024.
- Motore: sincrono a riluttanza (edizione 2022) - sincrono a magneti permanenti raffreddato ad olio (edizioni dal 2019 al 2021)[2]
- Velocità massima: 270 km/h
- Potenza: circa 120 kW (163 CV)
- Coppia: 200 Nm da 0 a 5000 rpm
- Batteria: ioni di litio ad alta tensione
- Capacità pacco batteria: circa 20 kWh
- Ricarica: carica veloce DC Modo 4
- Freni: Impianto Brembo - dischi in acciaio, pinze monoblocco, pompa radiale e pastiglie
- Cerchi: Marchesini forgiati in alluminio
- Pneumatici: Michelin
- Telaio: traliccio in tubi d’acciaio
- Forcellone: fuso in alluminio

### 2023-2026
Dal 2023 al 2026, le moto sono fornite da Ducati.

## Incendio del paddock di Jerez
Nella notte tra il 13 e il 14 marzo 2019 tutte le moto sono state distrutte da un incendio scoppiato all'interno del paddock del circuito di Jerez, la causa venne attribuita ad un cortocircuito, probabilmente causata da una colonnina di ricarica sperimentale della Enel X aggiunta all'ultimo minuto.
Tutti i team si trovavano nel circuito spagnolo per le prove libere prima dell'inizio del campionato di Coppa del Mondo, inizialmente previsto per il 5 maggio 2019 nel circuito di Jerez.
In seguito all'incendio l'inizio del campionato è stato posticipato in modo da consentire al costruttore italiano, Energica, di ricostruire tutte le moto. 
Successivamente, anche il calendario è stato riorganizzato con sette appuntamenti da svolgersi su quattro circuiti; dal 5 al 7 luglio sul circuito del Sachsenring in Germania, a seguire dal 9 all'11 agosto sul circuito Red Bull Ring in Austria per poi terminare con il doppio round a settembre sul circuito di Misano Adriatico e a metà novembre sul circuito Ricardo Tormo della Comunità Valenciana.